# Санники (Московская область)
Санники — деревня в городском поселении Апрелевка Наро-Фоминского района Московской области России. До 2006 года входила в состав Петровского сельского округа.
Деревня расположена в северо-восточной части района, между Апрелевкой и Краснознаменском, примерно в 27 км к северо-востоку от Наро-Фоминска. Высота центра деревни над уровнем моря 196 м.
В деревне числятся 6 садовых товариществ.

## Население
| 2002 | 2006 | 2010 |
| ---- | ---- | ---- |
| 3    | ↗4   | ↗13  |

## Мемориал
8 октября 2017 г. силами жителей деревни Санники с помощью Российского Военно-Исторического общества (РВИО) на территории мемориала был установлен гранитный памятник, посвящённый увековечиванию памяти жителей деревни Санники, участвовавших в Великой Отечественной и Финской войнах (1939—1945 гг.).
В сентябре — октябре 2017 г. на территории мемориала в деревне Санники с помощью администрации города Апрелевка и Наро-Фоминского района Московской области проводятся работы по благоустройству и озеленению.

## Часовня
На территории деревни силами Баранова Юрия Петровича построена часовня.

## Музей «Метро на даче»
Первый и единственный в России частный музей метро. (Сайт музея)

## Книга
В честь юбилея деревни издана книга «Моя малая Родина Санники».

## Галерея
| - Въезд в деревню - Серебристый тополь — символ деревни, посажен задолго до революции - Гранитный памятник на мемориале, установлен 08.10.2017 г. - Общий вид мемориала (26.05.2018) - Часовня - Санники 252 лет - Санники 254 лет |